# Internazionali di Tennis di Baviera 2000 - Qualificazioni singolare
Le qualificazioni del singolare degli Internazionali di Tennis di Baviera 2000 sono state un torneo di tennis preliminare per accedere alla fase finale della manifestazione. I vincitori dell'ultimo turno sono entrati di diritto nel tabellone principale. In caso di ritiro di uno o più giocatori aventi diritto a questi sono subentrati i lucky loser, ossia i giocatori che hanno perso nell'ultimo turno ma che avevano una classifica più alta rispetto agli altri partecipanti che avevano comunque perso nel turno finale.
Le qualificazioni del singolare prevedevano 32 partecipanti, di cui 4 sono entrati nel tabellone principale.

## Teste di serie
1. Arnaud Di Pasquale (Qualificato)
2. Bohdan Ulihrach (Qualificato)
3. Emilio Benfele Álvarez (secondo turno)
4. Federico Browne (ultimo turno)

1. Cyril Saulnier (primo turno)
2. Gastón Etlis (Qualificato)
3. Raemon Sluiter (secondo turno)
4. Jean-René Lisnard (secondo turno)

## Qualificati
1. Arnaud Di Pasquale
2. Bohdan Ulihrach

1. Filip Dewulf
2. Gastón Etlis

## Tabellone

### Legenda
| - Q = Qualificato - WC = Wild card - LL = Lucky loser | - ALT = Alternate - SE = Special Exempt - PR = Protected Ranking | - w/o = Walkover - r = Ritirato - d = Squalificato |

### Sezione 1
|  | Primo turno         | Primo turno         | Primo turno         | Primo turno | Primo turno |  |  | Secondo turno | Secondo turno       | Secondo turno       | Secondo turno       | Secondo turno       |   |   | Ultimo turno | Ultimo turno       | Ultimo turno       | Ultimo turno | Ultimo turno |  |
|  |                     |                     |                     |             |             |  |  |               |                     |                     |                     |                     |   |   |              |                    |                    |              |              |  |
|  | 1                   | Arnaud Di Pasquale  | Arnaud Di Pasquale  | 7           | 7           |  |  |               |                     |                     |                     |                     |   |   |              |                    |                    |              |              |  |
|  |                     | Michael Kohlmann    | Michael Kohlmann    | 62          | 68          |  |  | 1             | Arnaud Di Pasquale  | Arnaud Di Pasquale  | 6                   | 6                   |   |   |              |                    |                    |              |              |  |
|  | Werner Eschauer     | Werner Eschauer     | 5                   | 6           | 7           |  |  |               | Werner Eschauer     | Werner Eschauer     | 2                   | 2                   |   |   |              |                    |                    |              |              |  |
|  | Attila Sávolt       | Attila Sávolt       | 7                   | 3           | 5           |  |  |               |                     |                     |                     |                     |   |   | 1            | Arnaud Di Pasquale | Arnaud Di Pasquale | 6            | 6            |  |
|  | Stefano Pescosolido | Stefano Pescosolido | Stefano Pescosolido | 6           | 6           |  |  |               |                     |                     | Stefano Pescosolido | Stefano Pescosolido | 3 | 1 |              |                    |                    |              |              |  |
|  | Benedikt Dorsch     | Benedikt Dorsch     | Benedikt Dorsch     | 0           | 4           |  |  |               | Stefano Pescosolido | Stefano Pescosolido | 6                   | 6                   |   |   |              |                    |                    |              |              |  |
|  | 7                   | Raemon Sluiter      | Raemon Sluiter      | 7           | 6           |  |  | 7             | Raemon Sluiter      | Raemon Sluiter      | 3                   | 4                   |   |   |              |                    |                    |              |              |  |
|  |                     | Lars Burgsmüller    | Lars Burgsmüller    | 5           | 2           |  |  |               |                     |                     |                     |                     |   |   |              |                    |                    |              |              |  |

### Sezione 2
|  | Primo turno          | Primo turno          | Primo turno       | Primo turno | Primo turno |  |  | Secondo turno | Secondo turno     | Secondo turno   | Secondo turno | Secondo turno |   |   | Ultimo turno | Ultimo turno    | Ultimo turno    | Ultimo turno | Ultimo turno |  |
|  |                      |                      |                   |             |             |  |  |               |                   |                 |               |               |   |   |              |                 |                 |              |              |  |
|  | 2                    | Bohdan Ulihrach      | Bohdan Ulihrach   | 6           | 6           |  |  |               |                   |                 |               |               |   |   |              |                 |                 |              |              |  |
|  |                      | Nils Muschiol        | Nils Muschiol     | 0           | 1           |  |  | 2             | Bohdan Ulihrach   | Bohdan Ulihrach | 7             | 6             |   |   |              |                 |                 |              |              |  |
|  | Petr Luxa            | Petr Luxa            | 3                 | 6           | 7           |  |  |               | Petr Luxa         | Petr Luxa       | 64            | 3             |   |   |              |                 |                 |              |              |  |
|  | Marco Meneschincheri | Marco Meneschincheri | 6                 | 4           | 64          |  |  |               |                   |                 |               |               |   |   | 2            | Bohdan Ulihrach | Bohdan Ulihrach | 6            | 6            |  |
|  | Petr Kralert         | Petr Kralert         | Petr Kralert      | 7           | 6           |  |  |               |                   |                 | Petr Kralert  | Petr Kralert  | 3 | 1 |              |                 |                 |              |              |  |
|  | Frank Pokorny        | Frank Pokorny        | Frank Pokorny     | 64          | 3           |  |  |               | Petr Kralert      | 5               | 6             | 6             |   |   |              |                 |                 |              |              |  |
|  | 8                    | Jean-René Lisnard    | Jean-René Lisnard | 6           | 6           |  |  | 8             | Jean-René Lisnard | 7               | 4             | 3             |   |   |              |                 |                 |              |              |  |
|  |                      | Marcello Craca       | Marcello Craca    | 2           | 4           |  |  |               |                   |                 |               |               |   |   |              |                 |                 |              |              |  |

### Sezione 3
|  | Primo turno         | Primo turno            | Primo turno            | Primo turno | Primo turno |  |  | Secondo turno       | Secondo turno          | Secondo turno       | Secondo turno | Secondo turno |   |   | Ultimo turno  | Ultimo turno  | Ultimo turno  | Ultimo turno | Ultimo turno |  |
|  |                     |                        |                        |             |             |  |  |                     |                        |                     |               |               |   |   |               |               |               |              |              |  |
|  | 3                   | Emilio Benfele Álvarez | Emilio Benfele Álvarez | 6           | 7           |  |  |                     |                        |                     |               |               |   |   |               |               |               |              |              |  |
|  |                     | Gianluca Luddi         | Gianluca Luddi         | 1           | 5           |  |  | 3                   | Emilio Benfele Álvarez | 6                   | 2             | 3             |   |   |               |               |               |              |              |  |
|  | Julian Knowle       | Julian Knowle          | Julian Knowle          | 6           | 7           |  |  |                     | Julian Knowle          | 1                   | 6             | 6             |   |   |               |               |               |              |              |  |
|  | Diego Moyano        | Diego Moyano           | Diego Moyano           | 2           | 5           |  |  |                     |                        |                     |               |               |   |   | Julian Knowle | Julian Knowle | Julian Knowle | 3            | 2            |  |
|  | Vincenzo Santopadre | Vincenzo Santopadre    | 6                      | 4           | 6           |  |  |                     |                        | Filip Dewulf        | Filip Dewulf  | Filip Dewulf  | 6 | 6 |               |               |               |              |              |  |
|  | Ota Fukárek         | Ota Fukárek            | 4                      | 6           | 3           |  |  | Vincenzo Santopadre | Vincenzo Santopadre    | Vincenzo Santopadre | 3             | 4             |   |   |               |               |               |              |              |  |
|  |                     | Filip Dewulf           | Filip Dewulf           | 6           | 6           |  |  | Filip Dewulf        | Filip Dewulf           | Filip Dewulf        | 6             | 6             |   |   |               |               |               |              |              |  |
|  | 5                   | Cyril Saulnier         | Cyril Saulnier         | 2           | 4           |  |  |                     |                        |                     |               |               |   |   |               |               |               |              |              |  |

### Sezione 4
|  | Primo turno     | Primo turno     | Primo turno     | Primo turno | Primo turno |  |  | Secondo turno | Secondo turno   | Secondo turno   | Secondo turno | Secondo turno |   |   | Ultimo turno | Ultimo turno    | Ultimo turno    | Ultimo turno | Ultimo turno |  |
|  |                 |                 |                 |             |             |  |  |               |                 |                 |               |               |   |   |              |                 |                 |              |              |  |
|  | 4               | Federico Browne | Federico Browne | 7           | 6           |  |  |               |                 |                 |               |               |   |   |              |                 |                 |              |              |  |
|  |                 | Maximilian Abel | Maximilian Abel | 5           | 2           |  |  | 4             | Federico Browne | Federico Browne | 6             | 6             |   |   |              |                 |                 |              |              |  |
|  | Wayne Black     | Wayne Black     | Wayne Black     | 7           | 7           |  |  |               | Wayne Black     | Wayne Black     | 3             | 2             |   |   |              |                 |                 |              |              |  |
|  | Stefano Tarallo | Stefano Tarallo | Stefano Tarallo | 65          | 6           |  |  |               |                 |                 |               |               |   |   | 4            | Federico Browne | Federico Browne | 4            | 4            |  |
|  | Olivier Malcor  | Olivier Malcor  | Olivier Malcor  | 6           | 7           |  |  |               |                 | 6               | Gastón Etlis  | Gastón Etlis  | 6 | 6 |              |                 |                 |              |              |  |
|  | Francisco Costa | Francisco Costa | Francisco Costa | 4           | 5           |  |  |               | Olivier Malcor  | Olivier Malcor  | 4             | 1             |   |   |              |                 |                 |              |              |  |
|  | 6               | Gastón Etlis    | Gastón Etlis    | 6           | 6           |  |  | 6             | Gastón Etlis    | Gastón Etlis    | 6             | 6             |   |   |              |                 |                 |              |              |  |
|  |                 | Daniel Melo     | Daniel Melo     | 3           | 3           |  |  |               |                 |                 |               |               |   |   |              |                 |                 |              |              |  |